# Владимирский, Сергей Николаевич
Серге́й Никола́евич Влади́мирский (1951—2006) — российский мультиинструменталист, филолог, преподаватель, исследователь, композитор, певец, художник, коллекционер музыкальных инструментов. В течение многих лет вместе с женой, Татьяной Владимирской, руководил Народным ансамблем «Гренада». Неоднократно сольно выступал на сцене Королевского Альберт-Холла (Лондон). Занимался изучением музыкальной культуры разных народов. Результаты этой исследовательской деятельности нашли отражение в многочисленных научных статьях, монографиях и популярных изданиях. Автор уникальных методик обучения игре на музыкальных инструментах. Заслуженный работник культуры Российской Федерации.
В течение ряда лет Сергей Владимирский — телеведущий авторской программы «Странствия музыканта» (телекомпания «Класс!», телеканал «Культура») и телепрограммы «Без репетиций» (ТВЦ).

## Биография
Сергей Владимирский родился 8 февраля 1951 года в Москве. Отец — Николай Павлович Владимирский, кадровый военный, в 1945 году участвовал в Параде Победы. Мать, Владимирская Галина Кузьминична, работала на фабрике художественной росписи тканей. В детстве и отрочестве Сергей занимался в художественной школе, достиг высоких результатов в спорте, учился играть на гитаре. По классу фортепиано его преподавателем была Валентина Рейхард. На филологическом факультете Московского педагогического института им. Н. К. Крупской Сергей увлёкся русским искусством во всех его проявлениях, участвовал в фольклорных экспедициях. В 1971—1972 годах служил в рядах Советской армии.

## Деятельность
Сергей играл в разных молодёжных музыкальных коллективах. В 1978 году с одним из них участвовал в XI Всемирном фестивале молодёжи и студентов в Гаване (Куба), где познакомился с участниками ансамбля «Гренада» и принял приглашение вступить в этот коллектив. Вскоре стал музыкальным руководителем «Гренады». Вместе с ансамблем он выходит на телеэкран, совершает множество гастрольных поездок по СССР и за рубежом, записывает диски, снимается для телепередач, даёт множество интервью печатным изданиям и на радио, выступает на самых престижных сценах — в Кремлёвском дворце, Колонном зале и других стран мира. Его способность практически без подготовки играть на любом музыкальном инструменте вызывает интерес не только публики, но и специалистов.
Издание первого диска с участием Сергея Владимирского в 1979 году осуществляет фирма «Мелодия». Это был долгоиграющий виниловый диск ансамбля «Гренада» «Чили в сердце», где Сергей выступает как аранжировщик, гитарист, скрипач, а также как исполнитель на духовых инструментах, в том числе чилийских народных. Запись диска осуществлял звукорежиссёр фирмы «Мелодия» Вадим Иванов. В дальнейшем «Гренада» записывает около 20 дисков и на родине, и за рубежом, в том числе в США, Аргентине и других странах.
Сергей Владимирский серьёзно занимался исследовательской работой в области изучения музыкальной культуры народов мира. Вместе с женой Татьяной издаёт несколько книг, посвящённых этой теме. Их статьи постоянно публикуются в журнале «Ровесник», «Аккорд», «Собеседник» и других. Супруги ведут авторские рубрики в популярных изданиях: журнале «Музыкальная жизнь», профессиональном журнале «Культурно-просветительная работа», «Пионерская правда».
В 2001 году на телевидении для Сергея Владимирского создаётся оригинальная авторская программа «Странствия музыканта» (телекомпания «Класс!», телеканал «Культура»), где он выступает в роли ведущего, а позже ведёт и рубрику знакомства детей с музыкальными инструментами в регулярной телепрограмме «Без репетиций» (ТВЦ).
Сергей Владимирский постоянно выступал в различных программах радиостанций «Маяк», «Юность», программах вещания на зарубежные страны. На испанской редакции Иновещания Сергей вместе с женой в течение ряда лет вел еженедельную авторскую программу «En nuestro hogar» («В нашем доме»), получившую широкий отклик аудитории слушателей. На радиостанции «Юность» Сергей Владимирский совместно с журналисткой Еленой Соболевой вёл популярную программу «Дерево дождя».
Сергей Владимирский проявил себя как талантливый педагог. Преподавательской деятельностью он занимался в Московском государственном институте культуры и в Институте повышения квалификации работников культуры РСФСР и СССР. Особое внимание уделял разностороннему обучению участников ансамбля «Гренада» истории музыкальной культуре народов мира, игре на различных музыкальных инструментах и вокалу.
1979
- Ансамбль «Гренада» под руководством С. Н. Владимирского становится Лауреатом Премии Московского комсомола.

1980
- Ансамбль «Гренада» принимает участие в культурной программе Московской Олимпиады — 1980.
- Выступления «Гренады» под руководством С. Н. Владимирского в Финляндии в рамках культурной программы сессии Конференции по безопасности и сотрудничеству в Европе.

1982
- Гастроли «Гренады» на Кубе, в Мексике и Центральной Америке (Коста-Рика, Никарагуа, Панама).

1985
- В рамках юбилейных мероприятий, организованных в ФРГ в честь 40-летия победы над фашизмом, «Гренада» выступает с концертами в гастрольной поездке по Германии.
- Участие «Гренады» в Фестивале «Ален Мак» в Болгарии.
- Участие «Гренады» в XII Всемирном Фестивале молодежи и студентов в Москве.

1986

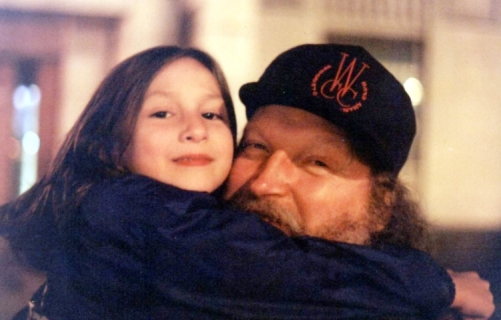
Сергей Владимирский с участницей детского ансамбля «Гренадита» Зоей Турбаевской. Москва, 1999 год.

- «Гренада» создает свою детскую музыкальную студию «Гренадита»[4].
- 1 мая — телемост, организованный Центральным телевидением СССР в ознаменование 100-летия Первомая: Москва-Чикаго (Красная площадь, ансамбль «Гренада» — Market Place, Пит Сигер).

1987
- По специальному приглашению германской стороны, «Гренада» третий раз участвует в Фестивале «Красных песен» в Берлине.
- «Гренада» получает высшую награду Германской Демократической Республики за работу с молодёжью — Большую Золотую медаль им. Артура Беккера.
- Ансамбль «Гренада» выступает на XX съезде ВЛКСМ.
- Ансамбль «Гренада» выступает на Международном женском конгрессе в Кремлёвском дворце съездов.
- Ансамбль «Гренада» выступает на праздновании 70-летия Октября в Кремлёвском дворце съездов.
- На фирме «Мелодия» выходит в свет второй виниловый диск-гигант «Гренады» — «No Pasarán», посвященный 50-летию создания интербригад в Испании. Сергей Владимирский выступает в нём не только как аранжировщик, но и как певец, исполнитель на гитаре, саксофоне, скрипке, многих других инструментах.

1988
- Участие ансамбля «Гренада» в Международном фестивале «Мир без границ» на Кубе.
- Участие «Гренады» в Международном праздновании 100-летия песни «Интернационал» (ГДР, Берлин).
- Выступление Сергея Владимирского на Всепольском фестивале «Песенная поэзия при свечах» в замке Коперника в Польше.
- «Гренаде» — 15 лет. Ансамблю для празднования юбилея предоставляется Колонный зал Дома Союзов, где проходит 4-х часовой концерт «Гренады».
- Сергей Владимирский принимает участие в организации и проведении Фестиваля польской песни в Витебске.

1989
- Поездка «Гренады» на Кубу для помощи в реабилитации детей, пострадавших во время Чернобыльской катастрофы, проходящих лечение на Острове Свободы.
- Гастроли «Гренады» по странам Латинской Америки: Перу, Эквадор, Аргентина, Уругвай.

1990
- Сергей Владимирский получает приглашение для выступления на праздновании дня рождения Роберта Бёрнса в Шотландии (февраль). Его концерты с циклом собственных песен на стихи шотландского поэта проходят с триумфом и «прокладывают дорогу» Сергею в лучшие концертные залы Великобритании.
- Сольное выступление Сергея Владимирского в одном из самых престижных залов мира — Королевском Альберт-Холле (Лондон)(октябрь).
- Новые гастроли «Гренады» в Аргентине. Совместное выступление с аргентинской певицей Лолитой Торрес.
- В Буэнос-Айресе выходит в свет аудиокассета «Гренады».
- Участники «Гренады» становятся первыми советскими людьми за 35 лет, получившими разрешение на въезд в Парагвай. Триумфальные выступления в Парагвае служат прологом для начала переговоров МИДа нашей страны с руководством Парагвая о восстановлении дипломатических отношений, прерванных много десятилетий назад.
- За работу с детьми и подростками ансамблю «Гренада» вручают Премию Всесоюзной пионерской организации.

1991
- «Гренаду» награждают Специальной премией «Дома Гранады» (Испания).
- «Гренада» второй раз выступает в Парагвае и третий раз в Аргентине. Участников ансамбля в личной резиденции принимает президент Республики Парагвай генерал Андрес Родригес.

1992
- Гастроли Сергея Владимирского с сольными концертами в Англии, Шотландии и Уэльсе.

1993
- Ансамбль «Гренада» удостоен звания «Народный».
- Гастроли Сергея Владимирского и его ансамбля в Англии.
- Участие ансамбля «Гренада» в Международном фольклорном фестивале в Бельгии.
- «Гренада» — почётный гость Международного фестиваля в Кастельфидардо (Италия).

1994
- Выход в свет книги Сергея Владимирского «Гитара для всех», в которой представлена разработанная автором оригинальная методика обучения игре на гитаре.
- Издание АО «Интерпромкультура» по заказу Министерства культуры РФ уникального видео-курса Сергея Владимирского по обучению игре на шестиструнной гитаре «Гитара — первые шаги».

1995
- Ансамбль «Гренада» осуществляет благотворительную акцию «Музыка для медицины» в Канаде. В результате проведённых гастролей на собранные средства Московским Домом милосердия были закуплены медикаменты для российских детей, больных лейкозом.

1996
- Благотворительные гастроли «Гренады» с концертами по городам Андалусии (Испания) с целью сбора средств для российских детских домов.

1997
- Фондом гуманитарных связей «Полет Кондора» учреждена Стипендия имени Сергея Владимирского, вручаемая участникам детской музыкальной студии «Гренады» за успехи в музыкальном творчестве.
- Выходит в свет первый сольный диск Сергея Владимирского — «Музыка дорог» («Интертехника», 1997) — партии на всех инструментах исполняет С. Н. Владимирский.
- Гастроли «Гренады» в США по приглашению Международного института «Кросскаррентс».

1998
- Указом Президента РФ за заслуги перед государством, большой вклад в укрепление дружбы и сотрудничества между народами, многолетнюю плодотворную деятельность в области культуры и искусства, С. Н. Владимирскому присвоено звание Заслуженный работник культуры Российской Федерации (30 декабря 1998).

1999
- Гастроли «Гренады» в Шотландии.
- Гастроли «Гренады» в Греции.

2000
- Молодёжная студия «Гренады» становится Лауреатом фестиваля «Студенческая весна-2000».
- Гастроли «Гренады» по северной Шотландии, участие в Highland-фестивале.
- Турне по Северной Америке. В течение 30 дней — более 50 концертов перед американской аудиторией 13 штатов («От города Вашингтон до штата Вашингтон — от Атлантического побережья до Тихоокеанского»), а также в Канаде.
- Концерты абонемента «Музыкальная культура народов мира», проводимого «Гренадой» в сезоне 2000—2001 гг. в Большом зале Российской Государственной Библиотеки (Библиотека им. В. И. Ленина). Рассказы о музыкальной культуре народов мира, демонстрация экземпляров уникальной личной коллекции Сергея Владимирского.

2001
- Начало регулярной демонстрации телевизионной авторской программы С. Н. Владимирского «Странствия музыканта» (телеканал «Культура»).

2002
- Сольное выступление С. Владимирского в рамках празднования 100-летия Лондонского Королевского Альберт-Холла. Гастрольная поездка руководителя «Гренады» Сергея Владимирского по Великобритании.
- Сергей Владимирский удостоен премии Правительства Греции за программу «Странствия музыканта в Греции», признанную лучшей зарубежной телевизионной программой о Греции 2001 года.
- Ансамбль «Гренада» во главе с Сергеем Владимирским для своей молодёжной группы создаёт студенческий клуб "Открытие мира"при московском Институте туризма.

2002
- Молодёжная группа ансамбля «Гренада» становится Лауреатом фестиваля «Студенческая весна 2002».
- С. Владимирский пишет музыку для научно-популярного фильма о семье Рерихов, о транс-гималайской экспедиции Ю. Н. Рериха «Звезда героя» (Kumbha Studio, 2002).

2003
- Выступление на встрече с дочерью Эрнесто Че Гевары Алейдой Гевара в Доме дружбы с народами зарубежных стран. Знакомство с Алейдой, послужившее прологом к многолетней дружбе.
- Ансамблем «Гренада» совместно с Фондом гуманитарных связей «Полет кондора» организована кампания по оказанию помощи студентам, пострадавшим во время пожара 26.11.2003 в общежитии Российского Университета дружбы народов. Зарубежными Посольствами и лично Министрами иностранных дел нескольких стран участникам «Гренады» и руководителям ансамбля вручены знаки признательности.

2004
- Начинается регулярный выход в эфир новой телепрограммы с участием С. Н. Владимирского «Без репетиций» (ТВЦ) (выходила вплоть до кончины С. Владимирского в 2006 — всего свыше 30 программ).

2005
- Издание книги Сергея Владимирского «Размышления о джазе».

2006
- 3 апреля — кончина руководителя Творческого объединения «Гренада» Сергея Николаевича Владимирского[5].
- По инициативе Фонда Гуманитарных Связей «Полет Кондора» создан Фонд памяти Сергея Владимирского. Решением соратников Творческому объединению «Гренада» присвоено имя Сергея Владимирского. Похоронен на Центральной аллее Перепечинского кладбища Московского региона.

## Звания, награды, премии
Ансамбль «Гренада» под руководством Сергея Владимирского был удостоен многих премий, званий и наград, в том числе:
- звания Лауреата премии Московского комсомола (1979)
- звания Лауреата премии Всесоюзной пионерской организации (1988)
- ансамбль награждён Большой золотой медалью им. Артура Беккера (Германская Демократическая Республика, 1987)
- ансамбль награждён Специальной премией Дома Гранады (Испания, 1996)

30 декабря 1998 года указом Президента РФ «…за заслуги перед государством, большой вклад в крепление дружбы и сотрудничества между народами, многолетнюю плодотворную деятельность в области культуры и искусства» Сергей Владимирский удостоен звания Заслуженного работника культуры Российской Федерации.
В 2008 году Сергей Владимирский награждён высшей наградой республики Куба для иностранцев «Орденом Дружбы» (посмертно).

## Дискография

### Некоторые изданные диски
1. «Музыка дорог (Мелодии знакомые и незнакомые исполняет человек-оркестр Сергей Владимирский)» — «Интертехника» 1997 — С. Владимирский выступает как композитор, аранжировщик, исполнитель партий на всех инструментах.
2. «Любимые песни России» (Ансамбль «Гренада») — «Интертехника», 1998 — С. Владимирский выступает как музыкальный руководитель ансамбля «Гренада», аранжировщик, певец, исполнитель на разных музыкальных инструментах.
3. «И просится сердце в полёт…» (специальный юбилейный выпуск к 75-летию Аэрофлота) — «Интертехника», 1998 — С. Н. Владимирский выступает как музыкальный руководитель ансамбля «Гренада», композитор, аранжировщик, певец, исполнитель на разных музыкальных инструментах.
4. «Crosscurrents of music around the world: GRENADA» USA, Chicago, 2001 — С. Владимирский выступает как музыкальный руководитель ансамбля «Гренада», аранжировщик, певец, исполнитель на разных музыкальных инструментах.

### Аудиокассеты
1. «Grenada» en Argentina", «Oye records», Buenos-Aires, 1990.
2. «Василиса Премудрая» (серия «Музыкальные сказки народов мира»), АО «Твик», Москва,1995 — С. Владимирский выступает как соавтор сценария, руководитель ансамбля «Гренада», исполнитель аудиоролей, вокальных партий, инструментальных партий.
3. «Музыка дорог (Мелодии знакомые и незнакомые исполняет человек-оркестр Сергей Владимирский)» «Интертехника», 1996 — С. Владимирский выступает как композитор, аранжировщик, исполнитель партий на всех инструментах.

## Фильмография

### Фильмы о Сергее Владимирском
- «Человек-оркестр», Центральная студия документальных фильмов,1999, Киноальманах «Звёзды России» № 1, 1999, автор сценария и режиссёр Г. Гатауллина, Российская центральная студия документальных фильмов (серия «Звёзды России XX века» № 1)

### Фильмы с участием Сергея Владимирского
- «Гитара — первые шаги» (авторский видео-курс Сергея Владимирского по обучению игре на шестиструнной гитаре). АО «Интерпромкультура» по заказу Министерства культуры РФ, 1994
- Документальный фильм «Кумба-Мэла — прославление Матери Ганги» (Kumbha Studio, 1999) (композитор, аранжировщик, исполнитель партий на всех инструментах)
- Научно-популярный фильм о семье Рерихов, о транс-гималайской экспедиции Ю. Н. Рериха «Звезда героя» (KumbhaStudio, 2002) (композитор, аранжировщик, исполнитель партий на всех инструментах)
- Телевизионный фильм «Возвращение Зикфрида» («Вертови К°») по заказу Телеканала «Россия» — 2000) (композитор, аранжировщик, исполнитель партий на всех инструментах)

## Статьи, публикации, книги

### Книги о Сергее Владимирском
1. Владимирская Т. Л. Земля печали, земля радости. — М.: Аванглион, 2010. — 196 с. — 500 экз. — ISBN 978-5-91506-021-9.
2. Разумный В. А. Неукротимость деяния // Подвижники духа. — 2-е изд. — М.: Модек, 2004. — 350 с. — 3000 экз. — ISBN 5-89395-685-0.

### Некоторые публикации о Сергее Владимирском
1. Кучеров А. «Гренада» моя" — «Неделя», 30.03.1980
2. Сенкевич В. «Песента в борбата за мир» — журнал «Днес и утре» № 1, София, 1983
3. Надеинский Е. «Рука на пульсе планеты» — журнал «Музыкальная жизнь» № 1, 1984
4. Петрухин А. «Песни становятся бойцами» — журнал «Студенческий меридиан» № 5, 1985
5. Куликов В. «Песня-оружие» — журнал «Культура и жизнь» № 7, 1985
6. Куликов В. «Готовимся к фестивалю» — «Советская культура», 07.03.1985
7. Кабанова Н. «Песни одной земли» — журнал «Ровесник», № 4, 1987
8. Olaf Cless «Die BlockfloteimLichte der Perestroika Die Lerche», № 1, Dortmund, 1988
9. «La música como arma, la paz como ideología» — «ABC color», Asunción, 1989
10. Tim Cooper «Record book place would be music to Sergei´s ears» — «Evening Standard», London, 31 January, 1990
11. Susy Delgado «La fraternidad musical desde Rusia» — «Opinión», 23 de noviembre 1990, Asunción
12. Басова Т. «Соло для пяти оркестров» — «ИТАР-ТАСС 24», 18 декабря, 1992
13. «Musician who can play all instruments» — «The Star Friday», 21 January 1994
14. Lee Yun «Jack of all instruments» — «The Sun», 20.01.1994
15. Репнинская М. «Он, она и „Гренада“ — „Рабочая трибуна“, 22.10.1994
16. Malkolm Danlop „From Russia with Love“ — „The Chronicle-Herald“, October 17,1995
17. Tina Comeau, „Grenada“, Halifax, Oct. 27, 1995
18. Севастьянова Е. „Мир ищет инструмент, на котором не играл бы Владимирский“ — журнал „Элита“ № 1, 1995
19. Елоев Т. „На колюке я сыграю (сотни инструментов под одной крышей)“ — „Вечерняя Москва“, 13.11.1995
20. Стукалов В. „Человек-оркестр“ — „Тверская, 13“, 07.04.1996
21. Зайцев Л. „Супер! Мульти! Инструменталист!“ — еженедельник „Мир печати“, январь 1997
22. Мкртчян К. „Русские пришли!.. под аплодисменты в Шотландию“ — „Новые Известия“, 19.06.1999
23. Яковлева И. „Феномен Владимирского“ — „Народная газета“, 02.06.2000
24. Гурьянова И. „На кларнете, трубе и не только“ — „Версия“, 25.09.2000
25. Панюшкина Ю. „Панк-рок“ на балалайке» — «Независимая газета» № 15, май 2002
26. Сергеева Т. «Наш человек в Альберт-Холле», «Литературная газета» № 52, 27 декабря 2002
27. Плохих В. «Научиться мечтать» — «Молодёжная газета» № 12 (45) 2003
28. Ларина Н. «На флейте водосточных труб» — «Культура» № 25, 24 июня-7 июля 2004
29. Гурьянова И. «Он играет на кларнете, трубе и… остальных инструментах мира» — в журнале «Досуг и развлечения», 28.10-7.11.2004
30. Ларина Н. "Волшебник из «Гренады» — «Московская правда», 27 мая 2005
31. Кузнецова Е. «Сергей Владимирский — супермультиинструменталист» — в журнале «Люди и песни» № 6,2005
32. Храбрых А. «Универсальный музыкант» -в журнале «Эгоист generation» № 2 (54), 2006 (фотопортреты — В.Кузнецов)
33. Воробьёва Ю. «Объединяя континенты» — «Московская правда», 11 окт. 2007
34. Воробьёва Ю. "Странствующий рыцарь «Гренады» — «Московская правда», 18.04.2009

### Публикации авторства Сергея Владимирского

#### Книги авторства Сергея Владимирского
1. Владимирская Т. Л., Владимирский С. Н. «Новая песня» Чили. — М.: Музыка, 1986. — 142 с. — (Песни борьбы и протеста). — 11 400 экз.
2. Владимирский С. Н. Гитара для всех / отв. за издание Л. Квасникова. — 1-е изд. — М.: Пионерская правда : Рось : Фантастика для всех, 1994. — 75 с. — (Золотая струна). — 85 000 экз. — ISBN 5-87696-072-1. Архивировано 2 июля 2015 года.
3. Владимирские Т.и С. «Куба, как ты прекрасна! (Музыка Кубы: история и современность)». М., 2005
4. Владимирские Т.и С. «Никарагуа — революция и песня». М., 2009
5. Владимирский С. «Размышления о джазе». М., 2005, (переиздание — М., 2014)

#### Некоторые статьи авторства Сергея Владимирского
1. Статья «Новая песня Чили» — в сборнике «Музыка стран Латинской Америки», М., «Музыка», 1983 (в соавторстве с Т. Владимирской)
2. Статья «Политическая песня континента» — в журнале «Латинская Америка» № 4, 1983, 0,5 п.л. (в соавторстве с Т. Владимирской)
3. Вступительная статья и комментарий к сборнику «Чилийская песня борьбы и сопротивления» — М., «Музыка» (в соавторстве с Т. Владимирской)
4. Статья «Canción politica del continente» — в испанском варианте журнала «America Latina» № 4, 1983, 0,5 п.л. (в соавт.)
5. Статья «Encuentro con la canción de la revolución» — в испанском варианте журнала «America Latina» № 7, 1984, 0,3 п.л. (в соавторстве с Т. Владимирской)
6. Статья «Тайна мастерской „Эль Инка“ — в журнале „Музыкальная жизнь“ № 5, М., 1987, 0,5 п.л. (в соавторстве с Т. Владимирской)
7. Статья „Музыкальная культура и природная среда“ — в сборнике „Экология американских индейцев“. М., Наука, 1989, 0,8 п.л. (в соавторстве с Т. Владимирской)
8. Статья „На чём играл Чингачгук (Музыкальная культура индейцев)“ — в журнале „Аккорд“, № 1, 1997
9. Статья „Магия китового уса (музыкальные инструменты народов Севера)“ — в журнале „Мир Севера“ № 3, 1997
10. Статья „Аура“ Фридриха Бушмана» — в журнале «Аккорд», 2000
11. Статьи для энциклопедии «Музыкальная энциклопедия»
12. Статьи в энциклопедии «Культура Латинской Америки» (в соавторстве с Т. Владимирской)

## Интересные факты
- В 1983 г. Сергей Владимирский — тогда обладатель «звучащей коллекции» из 99 музыкальных инструментов, выступал с ансамблем «Гренада» в городе Железногорск. Один из зрителей, работавший в Железногорске болгарин, выйдя на сцену из зала, неожиданно предложил Сергею «на спор» попробовать сыграть на болгарском инструменте. «Сыграешь — отдам». Так в коллекции Сергея появился инструмент № 100, кавал — народный духовой инструмент из Болгарии, он же первый выигранный прямо на сцене[1]. Впоследствии Сергей, мгновенно овладевая новым инструментом на глазах множества зрителей, обогатил свою коллекцию уникальными экспонатами из разных стран.
- О Сергее в разных странах ходили легенды, люди рассказывали о его уникальных способностях, но сам больше всего ценил четверостишье, посвящённое ему Роланом Быковым[1]:«Вот бы достичь своего апогея -
Уровня лучших творений Сергея.
Он удивителен — этот Сергей,
Сам себе собственный апогей»